# Дукатфест
„Дукатфест“ је међународни фестивал фолклора и културе који се сваке године одржава јуна мјесеца у Републици Српској.

## О фестивалу
Циљ Фестивала је промовисање културних вриједности Републике Српске, његовање културе и фолклра, те промовисање култура и традиција свих народа свијета. Фестивал је претходних година угостио преко 60 фолкорних ансамбала из преко 40 земаља свијета. Концепт Дукатфеста заснива се на такмичарском и ревијалном програму у пет градова Републике Српске. Централна фестифалска вечер одржава се у Бања Луци на тврђави Кастел. Поред централне такмичарске фестивалске вечери, ансамбли одржавају концерте по осталим градовима и на тај начин они упознају културу и дестинације Босне и Херцеговине. Фестивал се отвара свечаним дефилеом ансамбала, а ту су и следеће фестивалске активности ревија традиционалних одјевних предмета, изложба фотографија, радионице, те гала вечеру за све учеснике фестивала која укључује туристичку промоцију једне од земаља учесница.
Учесницима је омогућено да упознају туристичке дестинације и атракције Босне и Херцеговине међу којима организатор издваја Рафтинг на ријеци Врбас гдје је одржано и Свјетско првенство 2009. године, туристички обилазак града Бања Луке, те посјета етно селима. У обилазак је укључена и посјета граду Сарајеву.

## Награде
у такмичарском дијелу програма обезбијеђене су награде за најбоље ансамбле у следећим категоријама:
1. најбоље извођење
2. аутентичност
3. стил кореографије.